# Clement Evans

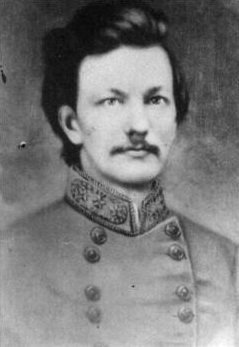
Clement A. Evans.

Clement Anselm Evans, född 25 februari 1833 i Stewart County i Georgia, död 2 juli 1911 i Atlanta i Georgia, var en amerikansk militär och historiker; general i sydstatsarmén under amerikanska inbördeskriget.

## Inbördeskriget
Evans studerade juridik och inledde sin karriär som advokat 18 år gammal. I inbördeskriget avancerade han till brigadgeneral i den konfedererade armén. Under belägringen av Petersburg förde han befäl över en division. I april 1865 ledde han Virginiaarmén i en sista attack efter att Robert E. Lee redan hade kapitulerat.

## Militärhistoriker
Efter kriget var han med om att redigera trettonbandsverket Confederate Military History och skrev själv Military History of Georgia.

## Eftermäle
Evans County har fått sitt namn efter Clement A. Evans.